# Unendlichzeichen
| {\displaystyle \infty }  | {\displaystyle \infty } |
| Mathematische Zeichen    | Mathematische Zeichen   |
| Arithmetik               | Arithmetik              |
| ------------------------ | ----------------------- |
| Pluszeichen              | +                       |
| Minuszeichen             | −, ⁒                    |
| Malzeichen               | ⋅, ×                    |
| Geteiltzeichen           | :, ÷, /                 |
| Plusminuszeichen         | ±, ∓                    |
| Vergleichszeichen        | <, ≤, =, ≥, >           |
| Wurzelzeichen            | √                       |
| Prozentzeichen           | %                       |
| Analysis                 |                         |
| Summenzeichen            | Σ                       |
| Produktzeichen           | Π                       |
| Differenzzeichen, Nabla  | ∆, ∇                    |
| Prime                    | ′                       |
| Partielles Differential  | ∂                       |
| Integralzeichen          | ∫                       |
| Verkettungszeichen       | ∘                       |
| Unendlichzeichen         | ∞                       |
| Geometrie                |                         |
| Winkelzeichen            | ∠, ∡, ∢, ∟              |
| Senkrecht, Parallel      | ⊥, ∥                    |
| Dreieck, Viereck         | △, □                    |
| Durchmesserzeichen       | ⌀                       |
| Mengenlehre              |                         |
| Vereinigung, Schnitt     | ∪, ∩                    |
| Differenz, Komplement    | ∖, ∁                    |
| Elementzeichen           | ∈                       |
| Teilmenge, Obermenge     | ⊂, ⊆, ⊇, ⊃              |
| Leere Menge              | ∅                       |
| Logik                    |                         |
| Folgepfeil               | ⇒, ⇔, ⇐                 |
| Allquantor               | ∀                       |
| Existenzquantor          | ∃                       |
| Konjunktion, Disjunktion | ∧, ∨                    |
| Negationszeichen         | ¬                       |

Das Unendlichzeichen ({\displaystyle \infty } oder ∞) ist ein mathematisches Zeichen, mit dem Unendlichkeit symbolisiert wird. Es ähnelt einer liegenden Ziffer Acht. In der Bedeutung als unendlich große Zahl wurde es 1655 von dem englischen Mathematiker John Wallis eingeführt. Die Gründe für diese Wahl sind nicht restlos geklärt; möglicherweise entstand es aus einer Ligatur ↀ des römischen Zahlzeichens CIƆ für die Zahl 1000, oder als geschlossene Variante des letzten griechischen Kleinbuchstabens ω (Omega). Je nach Schriftart sind die beiden Schleifen gleich groß, oder die linke kleiner.
In der modernen Mathematik wird das Unendlichzeichen vor allem zur Beschreibung von Grenzwerten bei Folgen und Reihen eingesetzt. Als Symbol wird es mit übertragener Bedeutung auch außerhalb der Mathematik verwendet.

## Geschichte
Der Mathematiker John Wallis gilt als einer der Pioniere der Infinitesimalrechnung. In seinen Arbeiten entwickelte er unter anderem das Prinzip der Indivisiblen von Bonaventura Cavalieri weiter. Gleich zu Beginn seines in lateinischer Sprache geschriebenen Werks über Kegelschnitte De sectionibus conicis aus dem Jahr 1655 schreibt er:

„Suppono in limine (juxta Bonaventuræ Cavallerii Geometriam Indiviſibilium) Planum quodlibet quaſi ex infinitis lineis parallelis conflari: Vel potius (quod ego mallem) ex infinitis Parallelogrammis æque altis; quorum quidem ſingulorum altitudo fit totius altitudinis {\displaystyle {\tfrac {1}{\infty }}}, ſive aliquota pars infinite para; (eſto enim nota {\displaystyle \infty } numeri infiniti;) adeoque omnium ſimul altitudo æqualis altitunini figuræ.“

„Zum Anfang nehme ich (gemäß Bonaventura Cavalieris Geometrie der Indivisibilien) an, dass jede flache Figur aus unendlich vielen parallelen Linien zusammengesetzt ist: Oder vielmehr (was ich bevorzuge) aus unendlich vielen Parallelogrammen gleicher Höhe; jede einzelne dieser Höhen mache {\displaystyle {\tfrac {1}{\infty }}} der Gesamthöhe, oder auch einen unendlich kleinen Anteil, aus (hierzu bezeichne {\displaystyle \infty } eine unendliche große Zahl;) daher ist die Höhe aller zusammen genommen gleich der Höhe der Figur.“

An dieser Stelle nimmt Wallis eine signifikante Modifikation des cavalierischen Prinzips vor. Bei ihm besteht eine flache geometrische Figur nicht aus einzelnen Linien, sondern aus Parallelogrammen. Deren Höhe gibt er als {\displaystyle {\tfrac {1}{\infty }}}, also als unendlich kleinen Teil der Gesamthöhe der Figur, an. Mit dem Symbol {\displaystyle \infty } bezeichnet er dabei eine unendlich große Zahl.

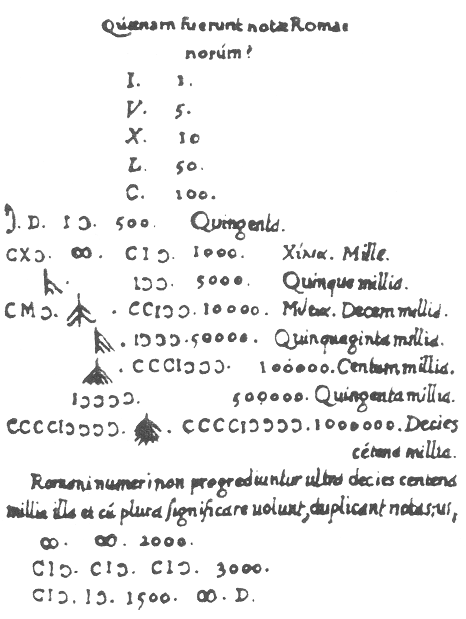
Römische Zahlzeichen nach Freigius (1582)

Warum Wallis gerade dieses Symbol wählte, ist nicht genau bekannt. Er kannte es vermutlich als eine aus dem 7. Jahrhundert stammende Ligatur ↀ des römischen Zahlzeichens CIƆ (auch M) für die Zahl 1000. Der niederländische Mathematiker Bernard Nieuwentijt verwendete 1695 in seinem Werk Analysis infinitorum ebenfalls ein kleines m als Zeichen für Unendlichkeit. Anderen Autoren zufolge entstand das Zeichen aus einer geschlossenen Variante des letzten griechischen Kleinbuchstabens ω (Omega). Interpretationen des Zeichens als Lemniskate, Möbiusband oder auf der Seite liegende Zahl 8 (englisch „lazy eight“) sind modernerer Natur.
Zu Beginn des 18. Jahrhunderts findet sich das Unendlichzeichen in der Literatur meist im Zusammenhang mit dem Begriff des unendlich Kleinen. Bei Gottfried Leibniz und Isaac Newton galt dessen Bedeutung und Zulässigkeit noch als mathematisches und philosophisches Problem. Erst mit Leonhard Euler, der einen formalen Standpunkt einnahm und im Gegensatz zu Leibniz und Newton metaphysische Legitimationen von unendlich kleinen Größen verwarf, wurde das Unendlichzeichen in der zweiten Hälfte des 18. Jahrhunderts zum festen Bestandteil der mathematischen Symbolsprache. Im Verlauf des 19. Jahrhunderts wurde dann die Theorie der infinitesimalen Größen durch die mathematisch stringentere Theorie der Differenzial- und Integralrechnung ersetzt. Seitdem dient das Unendlichsymbol vor allem zur Beschreibung von Grenzwerten bei Folgen und Reihen.

## Verwendung
In der modernen Mathematik wird das Unendlichzeichen vor allem verwendet, um potentielle Unendlichkeit darzustellen. Strebt eine Folge von Zahlen {\displaystyle a_{1},a_{2},\ldots } gegen einen Grenzwert {\displaystyle a}, so wird dieser Sachverhalt durch
{\displaystyle \lim _{n\to \infty }a_{n}=a}
notiert. Dabei symbolisiert {\displaystyle n\to \infty }, dass die natürliche Zahl {\displaystyle n} beliebig groß werden soll. Das Unendlichzeichen selbst stellt hierbei jedoch keine natürliche Zahl dar. Eine Reihe, also eine unendliche Summe der Glieder einer Folge, wird entsprechend durch
{\displaystyle \sum _{i=1}^{\infty }a_{i}=\lim _{n\to \infty }\sum _{i=1}^{n}a_{i}}
notiert. Für reelle Zahlenfolgen wird auch bestimmte Divergenz definiert und man schreibt dann
{\displaystyle \lim _{n\to \infty }a_{n}=\infty }.
Entsprechend wird ein nach oben unbeschränktes Intervall reeller Zahlen mit {\displaystyle [a,\infty )} bezeichnet. In der Integralrechnung werden auch uneigentliche Integrale der Form
{\displaystyle \int _{a}^{\infty }f(x)~dx=\lim _{b\to \infty }\int _{a}^{b}f(x)~dx}
betrachtet. Bestimmte Divergenz kann auch nach {\displaystyle -\infty } erfolgen und daher gibt es auch nach unten oder beidseitig unbeschränkte Intervalle und entsprechende Integrale. In der Topologie wird auch eine Erweiterung der reellen Zahlen um die beiden Elemente {\displaystyle +\infty } und {\displaystyle -\infty } betrachtet, in der dann bestimmt divergente Folgen ebenfalls konvergieren. Mit
{\displaystyle \|f\|_{\infty }=\lim _{p\to \infty }\|f\|_{p}}
wird auch die Supremumsnorm einer (beschränkten) Funktion bezeichnet, welche als Grenzwert der Lp-Normen für {\displaystyle p\to \infty } entsteht.

## Symbolik
Das Zeichen {\displaystyle \infty } wird mit unterschiedlichen Bedeutungen auch außerhalb der Mathematik verwendet, unter anderem als Symbol für
- ein logisches Paradoxon oder einen Teufelskreis, beispielsweise in Form des Ouroboros, einer Schlange, die sich selbst in den Schwanz beißt[5]
- Ganzheit, beispielsweise auf den Tarotkarten Der Magier und Kraft[2]
- lange Beständigkeit, beispielsweise auf der Flagge der kanadischen Métis
- einen unendlich weit entfernten Punkt, beispielsweise bei der Entfernungseinstellung in einer Kamera
- steht für Ewigkeit und Beständigkeit in der Liebe und Freundschaft

Als Markenzeichen wird es beispielsweise bei der Lautsprechermarke Infinity, der Automarke Infiniti und der Software Microsoft Visual Studio verwendet. Es findet sich auch in dem Label ♾ für säurefreies und damit lange haltbares Papier.
Objektive z. B. in der Fotografie müssen mittels der Entfernungseinstellung scharf gestellt werden. Die axiale Einstellung relativ zur Filmebene verläuft dabei nicht linear zur Objektentfernung. Für große Distanzen (abhängig von der verwendeten Brennweite) muss nicht mehr sehr präzise eingestellt werden, da die Werte sehr dicht beieinander liegen. Ab einer bestimmten – von der Objektivkonstruktion abhängigen – Entfernung werden alle Objekte gleichzeitig als scharf empfunden. Diese Einstellung ist auf Objektiven meist mit Unendlich ({\displaystyle \infty }) markiert.
Ein regenbogenfarbenes Unendlichkeitssymbol wird auch von der Neurodiversitätsbewegung verwendet, um die unendliche Vielfalt des Autismus-Spektrums und der menschlichen Wahrnehmung zu symbolisieren.

## Kodierung

Das Unendlichzeichen in verschiedenen Schriftarten

Das Unendlichzeichen wird in Computersystemen folgendermaßen kodiert:
| Zeichen | Unicode  | Unicode     | Bezeichnung   | HTML        | HTML    | HTML    | LaTeX  |
| Zeichen | Position | Bezeichnung | Bezeichnung   | hexadezimal | dezimal | benannt | LaTeX  |
| ------- | -------- | ----------- | ------------- | ----------- | ------- | ------- | ------ |
| ∞       | U+221E   | infinity    | Unendlichkeit | &#x221E;    | &#8734; | &infin; | \infty |

Abwandlungen des Unendlichzeichens sind folgende Zeichen:
| Zeichen | Unicode  | Unicode                            | Bezeichnung                               | HTML        | HTML     | HTML    | LaTeX   |
| Zeichen | Position | Bezeichnung                        | Bezeichnung                               | hexadezimal | dezimal  | benannt | LaTeX   |
| ------- | -------- | ---------------------------------- | ----------------------------------------- | ----------- | -------- | ------- | ------- |
| ∝       | U+221D   | proportional to                    | proportional zu                           | &#x221D;    | &#8733;  | &prop;  | \propto |
| ⧞       | U+22DE   | infinity negated with vertical bar | mit Vertikalstrich negierte Unendlichkeit | &#x22DE;    | &#8926;  |         |         |
| ♾       | U+267E   | permanent paper sign               | Zeichen für säurefreies Papier            | &#x267E;    | &#9854;  |         |         |
| ⧜       | U+29DC   | incomplete infinity                | unvollständige Unendlichkeit              | &#x29DC;    | &#10716; |         |         |
| ⧝       | U+29DD   | tie over infinity                  | Bogen über Unendlichkeit                  | &#x29DD;    | &#10717; |         |         |